# Kroatisch Minihof

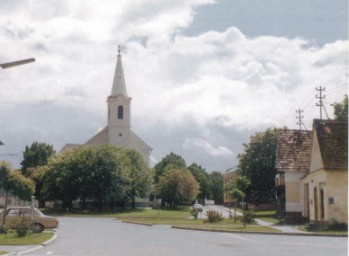
Hauptplatz von Kroatisch Minihof

Kroatisch Minihof (kroatisch Mjenovo, ungarisch Malomháza, Malomház) ist ein Dorf im östlichen Burgenland. Es liegt südlich des Kreutzer Waldes unweit der Landesgrenze zu Ungarn. Der Ort entwickelte sich als ein für die Gegend typisches Breitangerdorf. 1971 wurde er der Gemeinde Nikitsch im politischen Bezirk Oberpullendorf inkorporiert. Nach der Volkszählung von 2011 hatte der Ort 369 Einwohner.

## Geschichte

### Frühgeschichte und Römerzeit
Das Gebiet rund um Kroatisch Minihof (vor allem die beiden Fluren „Amselfeld“ und „Kleine Rodungen“) ist nachweislich seit der Jungsteinzeit besiedelt. Die ältesten hier gefundenen Tonscherben lassen sich in die Zeit zwischen 5500 und 5000 v. Chr. datieren. Daneben wurden auch weitere neolithische Artefakte, etwa Werkzeuge aus Stein sowie diverse Geräte aus Sandstein gefunden. Eine bronzene Pfeilspitze stammt aus der Bronzezeit. Die Besiedlung in der Eisenzeit dokumentieren Schlackenreste auf den Feldern, die vom oberflächlichen Abbau von Eisenerz herrühren. Was die Römerzeit angeht, so wurden in den 1930er-Jahren die Reste eines römischen Gutshofes in der Flur „Draga“ ergraben. Die gefundenen Bronzemünzen stammen zum überwiegenden Teil aus der Zeit um 300 n. Chr. Als bedeutendster Fund aus der Römerzeit gilt ein versilberter Adler aus Bronze.

### Mittelalter
Kroatisch Minihof wird 1195 als „Ukas“ erstmals urkundlich erwähnt, als der Ort von Dominicus Bors von Miskolc dem Kloster Marienberg – heute Klostermarienberg – geschenkt wird. In Ukas wurde daraufhin eine Grangie, ein Meierhof der Zisterzienser errichtet, der die wirtschaftliche Entwicklung des Dorfes bis zum Beginn des 16. Jahrhunderts bestimmen sollte. Ursprünglich eine siedlungsmäßige Einheit mit dem Nachbarort Nikitsch bildend, wurde der Ort aufgrund der Schenkung von Nikitsch getrennt, blieb aber wirtschaftlich eng mit Nikitsch verbunden. Im Jahr 1360 findet sich mit „Munichoff“ erstmals ein dem heutigen Gebrauch ähnlich klingender Ortsname in den Urkunden wieder. Der Ort war mit deutschsprachigen Bauern besiedelt, die ihren Grundherren, den Zisterziensern, vor Ort die Robotpflichten erfüllten und von diesen geistlich betreut wurden. Anfang des 16. Jahrhunderts kam es aufgrund der Agrarkrise zu einem Verödungsprozess der bäuerlichen Siedlungslandschaft, gefolgt von den Verwüstungen durch die Osmanen 1529 und 1532, die den Untergang des mittelalterlichen und deutschen Ortes besiegelten. Nur einzelne deutsche Bewohner blieben übrig. Die Einführung der Reformation in Klostermarienberg beendete die klösterliche Grundherrschaft in Kroatisch Minihof, und die protestantischen Nádasdy wurden 1568 die neuen Grundherren.

### Frühe Neuzeit
Ab den 1530er-Jahren verbesserte sich die wirtschaftliche wie politische Lage der Region wieder, sodass die Grundherren den Ort neu erstehen lassen konnten. Sie taten dies, indem sie aus ihren im Süden des Königreichs Ungarn gelegenen Herrschaften (dem heutigen Slawonien und Nordbosnien) neue Siedler anwarben und umsiedelten. So wurde Minihof ab der Mitte des 16. Jahrhunderts neu besiedelt, wobei die verbliebenen deutschen Bewohner zur Oberschicht wurden und teilweise den Dorfrichter stellten (etwa in den 1560er Jahren). Im Jahr 1598 gab es schließlich 56 Häuser von Untertanen im Ort. Anfang des 17. Jhs. wütete die Pest und dezimierte die Bevölkerung so massiv, sodass es 1604 nur mehr 14 bewohnte Häuser gab. 1631 wurde ein Gemeindesiegel angefertigt. Die Versuche der Nádasdy, die Minihofer zur Annahme des evangelischen Bekenntnisses zu bewegen, waren wenig erfolgreich. Selbst die Einsetzung eines evangelischen Pfarrers für Nikitsch um 1600 (wohin Minihof pfarrlich eingegliedert war) bewirkte nur wenig. Ab 1643 waren die Grundherren wieder katholisch, und die verbliebenen Protestanten wurden durch die Maßnahmen der Gegenreformation assimiliert. Nach der Beteiligung Franz III. Nádasdy an der sogenannten Magnatenverschwörung 1671 wurde dieser hingerichtet und die Herrschaft fiel an den Fiskus. Ab 1676 waren die Esterházys die neuen Grundherren.

### 18. und 19. Jahrhundert
Zwischen 1710 und 1767 verpfänden die Esterházys Minihof an die Meskós, die Grundherren von Nikitsch. So müssen die Minihofer während dieses Zeitraumes auch gegenüber den Meskós ihre Robotleistungen erbringen. Im Jahr 1731 errichten die Minihofer auf eigene Kosten eine Kirche, die sich, umgeben von einem Friedhof, an der Stelle der heutigen Kirche befand. Aus diesem Anlass entstand auch der noch heute bestehende Kirchenplatz, da die Meskós anordneten, die dort befindliche Häuserzeile aus Brandschutzgründen aufzulassen. Im Jahr 1767 werden die neue Kirche, das Gemeindewirtshaus, die Schule und das Armenhaus erstmals urkundlich erwähnt. Da es in Minihof keine Mühle gab, nutze man die Mühlen von Lutzmannsburg, um das Getreide zu mahlen. Das Jahr 1848 brachte die Aufhebung des Untertanenverbandes und die sogenannte Bauernbefreiung. 1850 ist in den Urkunden erstmals von einer jüdischen Familie in Minihof die Rede, und zwar von der Familie Tauber, die über Generationen hindurch bis zur Shoah eine Gemischtwarenhandlung betrieben hat. 1858 wurde der Ort von einem Großbrand heimgesucht. Bei der Sprachenzählung von 1880 gaben 998 der insgesamt 1070 Minihofer Kroatisch als ihre Muttersprache an. Bei der Zählung von 1910 gaben 1019 der 1051 Bewohner Kroatisch als Muttersprache an; 17 gaben Ungarisch an und 15 Deutsch.

### 20. Jahrhundert
Ab 1902 begannen viele Minihofer, aufgrund der schlechten wirtschaftlichen Lage der Gegend nach Übersee – USA, Kanada und Australien – auszuwandern. Einer der Hauptansiedlungspunkte der Minihofer war die Industriestadt South Bend in Indiana. Da dort die Verdienstmöglichkeiten weit besser waren, konnten die „Minihofer in Amerika“ infolge als Wohltäter in der alten Heimat in Erscheinung treten. So konnten mithilfe der Spenden aus Übersee diverse Kirchenrenovierungen und -neuanschaffungen, etwa eine Orgel und eine Kommunionbank, errichtet werden. Einige Familien siedelten später wieder nach Minihof zurück und benannten ihre Gasse nach der Stadt in Amerika: „Sotbend“.
Am 27. Mai 1905 wurde der Fall eines Meteoriten beobachtet. Ein Stück dieses Steinmeteoriten befindet sich im Naturhistorischen Museum Wien.
Die Arbeitsmigration nach Wien und das damit verbundene Pendlerwesen setzten in Kroatisch Minihof bereits um 1900 ein. Während die jungen Frauen als Dienstmädchen arbeiteten, verdingten sich die jungen Männer als Bauarbeiter, gewerbliche Hilfskräfte und Industriearbeiter. Mit der Zeit qualifizierten sich die Minihofer in Wien immer mehr und begannen als Facharbeiter, selbstständige Gewerbetreibende sowie in Gastronomie, Verkauf und Handwerk zu arbeiten. Im Ersten Weltkrieg hatte der Ort 16 Gefallene zu beklagen. In der Zwischenkriegszeit etablierte sich der Verkauf landwirtschaftlicher Produkte nach Wien, vor allem an den Wiener Naschmarkt. Das Vieh verkauften die Minihofer auf den Märkten in Wiener Neustadt und Mattersburg. Im Ort selbst bildete sich – nach dem Jahr 1921 und der Abtrennung des Burgenlandes von Ungarn – ein reger Schmuggelhandel mit dem nun ausländischen Ungarn heraus, wobei mit Lebensmitteln, Weizen, Tabak und lebenden Tieren über die grüne Grenze hinweg gehandelt wurde. Dies führte oftmals zu gewalttätigen Auseinandersetzungen mit den Zollbeamten. Im Zweiten Weltkrieg ließen 35 Minihofer ihr Leben; daneben gab es 30 Vermisste zu beklagen. 
In den 1950er und 1960er Jahren – machte sich der wirtschaftliche Aufschwung auch in Kroatisch Minihof bemerkbar. Die Modernisierung hielt Einzug in die Landwirtschaft und der Großteil der Häuser wurde umgebaut oder von Grund auf neu errichtet. So wurde 1954 auch ein neues Gemeindehaus errichtet. Auch die Modernisierung und die Errichtung von Straßen, der Wasserleitung und der Kanalisation fallen in diese Epoche. Aufgrund des Gemeindestruktur-Verbesserungsgesetzes wurden per 1. Jänner 1971 die ehemals selbstständigen Gemeinden Nikitsch, Kroatisch Minihof und Kroatisch Geresdorf zur Großgemeinde Nikitsch zusammengelegt. In den 1990er Jahren wurde mit der Erschließung neuer Bauplatzgebiete (in der Flur „Hanfäcker“) begonnen.

## Politik
Ortsvorsteher seit 2015 ist Roland Ribarich, SPÖ.

## Sehenswürdigkeiten

### Pfarrkirche
Das Ortsbild wird beherrscht vom großzügig angelegten Kirchenplatz mit der katholischen Pfarrkirche Hl. Dreifaltigkeit, die 1874 im Stil des Klassizismus neu erbaut wurde. Die erste Kirche wurde 1731 erbaut und der heiligen Dreifaltigkeit geweiht. 1856 erfolgte eine große Renovierung. 1870 wurde Kroatisch Minihof zu einer selbstständigen Pfarre ernannt und somit pfarrlich von Nikitsch getrennt. So kam es im Jahr 1874 zum Bau einer neuen Kirche, wobei der Turm des Vorgängerbaus übernommen und erhöht wurde. Die Ausstattung der alten Kirche – aus dem 17. und 18. Jh. – wurde in die neue übertragen, fehlende Objekte wurden neu angeschafft. In den Jahren 1996 bis 1998 erfolgte eine umfassende Renovierung und Restaurierung.

### Pfarrhof
Trotz zweier Großbrände (1858 und 1920) haben sich in Kroatisch Minihof einige historische Profangebäude erhalten. Zu diesen zählt auch der Pfarrhof, der 1810 (zunächst als Gemeinde- und Armenhaus) errichtet wurde. Anlässlich der Pfarrgründung wurde das Gebäude zum Pfarrhof bestimmt und 1872 renoviert. 1908 erfolgte eine weitere Renovierung, ein Jahr später die Anlegung eines Rosen-, Obst- und Gemüsegartens. Nach dem Großbrand von 1920 erfolgte eine Neubepflanzung. Das im Laufe des letzten Viertels des 20. Jhs. zusehends verwahrloste bzw. leerstehende Gebäude wurde bis zum Jahr 2015 in mehreren Etappen saniert, renoviert und zu einem Veranstaltungszentrum der Gemeinde, Jugend und Pfarre ausgebaut.

### Schule
Die Schule in Kroatisch Minihof wird 1767 erstmals urkundlich erwähnt; damals befand sie sich in einem oed gewordenen Kleinhaus. 1857 wurde die Schule baulich erweitert, blieb aber für die große Schülerzahl zu klein. 1871 wurde die Schule zu einer katholisch-konfessionellen Einrichtung erklärt. 1893 erwies sich das Gebäude als baufällig. So wurde im Jahr 1894 ein zweigeschoßiger Neubau errichtet. In den 1990er-Jahren wurde die Schule generalsaniert und umgebaut. Die ehemaligen Lehrerwohnungen im Erdgeschoß wurden dabei zu einem Turnsaal und einem Kindergarten umgestaltet.

### Erhaltene Denkmäler
Im Ortsgebiet sowie auf dem Hotter von Kroatisch Minihof findet sich eine große Zahl an religiösen Denkmälern in Form von Kapellen, Bildsäulen und (Weg-)Kreuzen, die in den letzten Jahren restauriert bzw. renoviert wurden. Dabei stammt der Großteil der Denkmäler aus dem 19. Jahrhundert. Aus dem 18. Jh. stammen drei Bildsäulen mit Skulpturen, nämlich die Mariensäule (1721), die Dreifaltigkeitssäule (1787) und die Säule „Hl. Familie“ (1791). Die größte Kapelle ist die Auferstehungskapelle am Friedhof von 1897. Aus demselben Jahr stammt die Kapelle zur Hl. Familie in der Straße „Sotbend“. Die Marienkapelle, die der Mariengasse (ehemals Hintergasse) ihren Namen gegeben hat, wurde 1992 an der Stelle mehrerer Vorgängerbauten neu errichtet.

### Verlorene Denkmäler

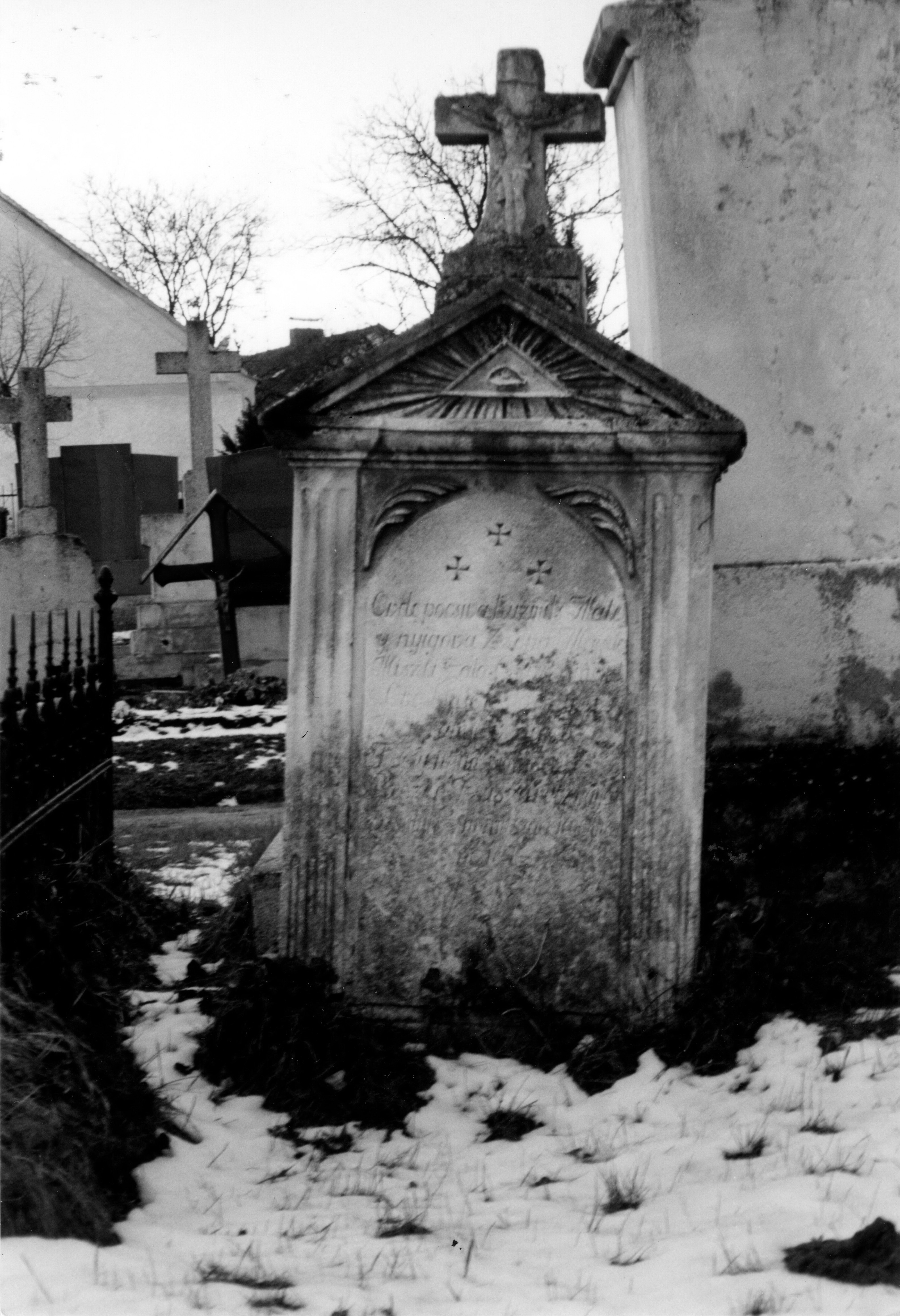
Verlorener Grabstein von 1818

Der älteste Grabstein auf dem Minihofer Friedhof stammte aus dem Jahr 1818, war in einem eleganten klassizistischen Stil gehalten (kannelierte Pilaster, Palmetten, Auge-Gottes-Relief im Giebelfeld) und war auch ein Denkmal der ungarischen Rechtschreibung der kroatischen Minihofer, so wie sie bis zum Beginn des 20. Jahrhunderts üblich war. Er befand sich 1993 in einem schlechten, aber restaurierbaren Zustand. Die Inschrift begann mit den Worten Ovde pocsiva Kuzmits Mate y nyigova Zsena (‚Hier ruht Matthias Kuzmits und dessen Frau‘). Drei kleine Relief-Kreuze über der Inschrift standen für die drei göttlichen Personen; damit pflegte man in früherer Zeit die Gebetseröffnung Im Namen des Vaters und des Sohnes und des Heiligen Geistes bildlich darzustellen. Sie finden sich auch auf dem Grabstein des Jakob Meskó von Széplak und Enyiczke von 1797 in der Nikitscher Gruftkapelle. Der Grabstein wurde am Beginn des 21. Jahrhunderts entfernt.

## Kultur

### Bibliothek
Die Gründung einer Bibliothek wurde 1989 bei einer Generalversammlung des Vereines „Junge Initiative Kroatisch Minihof“ (Mlada inicijativa Mjenovo, kurz MIM) beschlossen. Im selben Jahr wurde die Bibliothek in einem kleinen Raum im 1. Stock des Gemeindehauses eingerichtet. Die heutige „Zweisprachige Bibliothek der Jungen Initiative Kroatisch Minihof“ befindet sich im Erdgeschoß in einem geräumigen Gemeindesaal und wird als moderner Bibliotheksbetrieb mit ehrenamtlichen Mitarbeitern, von denen ein Großteil ausgebildete Bibliothekare sind, geführt. Die Bibliothek bietet regelmäßige und gut besuchte Veranstaltungen an, etwa Kindernachmittage, Workshops, Flohmärkte, Vorträge, Schulprojekte, Sommercamps für Kinder und Lesungen bekannter österreichischer Autoren. Bei größeren Veranstaltungen wird auch der Veranstaltungssaal des neu adaptierten Pfarrhofes als Expositur verwendet.

## Verbände und Vereine

### Junge Initiative Kroatisch Minihof
Der Verein wurde im Jahr 1985 als kath. Jugend von Maria Anna Kuzmits gegründet und wirkte zunächst vor allem im kirchlichen Bereich, indem Jugendmessen und Weihnachtsbasare ausgerichtet wurden. Im Jahr 1985 belebte der Verein die Tradition des Theaterspiels zu Weihnachten wieder neu, die zu Beginn der 1960er-Jahre eingestellt worden war. 1987 richtete der Verein das größte Jugendfestival der burgenländischen Kroaten, den „Tag der Jugend“ (Dan mladine) aus. Ab dann verlagerte der Verein seine Tätigkeit auf die Kulturarbeit, in dem Konzerte, Lesungen und Vorträge, Ausstellungen sowie ein Bibliotheksbetrieb organisiert wurden. Der Verein organisiert Tamburizza-Kurse und das Programm für traditionelle Kirtagsfeiern und führt alte Traditionen wie das Hochzeits- und Silvestersingen fort. Aufgrund dieser Verdienste wurde Kroatisch Minihof im Jahr 2000 der kroatische Kulturpreis „Najselo“ verliehen. Ab dem Jahr 2003 zeichnete der Verein für die Revitalisierung des alten Pfarrhofes verantwortlich, dessen ehemaliger Wirtschaftstrakt aus dem 19. Jahrhundert zu einem modernen multifunktionalen Veranstaltungsort der Gemeinde ausgebaut wurde. Ab 2010 wurde als neues kulturelles Angebot das Open-Air-Theater begründet, wobei der terrassierte Garten des Pfarrhofes für großangelegte und landesweit beachtete Musical- und Opernproduktionen genutzt wird.

### Kroatischer Kulturverein Kroatisch Minihof
Die Minihofer Vertretung des Kroatischen Kulturvereins im Burgenland (Hrvatsko kulturno drustvo u Gradiscu, kurz HKD) zählt 130 Mitglieder. Obmann (seit 2003) ist Mag. Josef Buranits. Die Schwerpunkte des Vereins liegen im schulischen, sprachlichen und kulturellen Bereich. So finanziert der Verein seit dem Schuljahr 2000/01 den Hortbetrieb in burgenland-kroatischer Sprache mit, der im Gebäude der Volksschule stattfindet. Auch die beiden jährlich stattfindenden Events „Tamburizza am Lagerfeuer“ und „Radtour durch die kroatischen Dörfer des Mittelburgenlandes“ werden vom Verein organisiert.

### Tourismusverband
Der Tourismusverband Kroatisch Minihof wurde 1995 gegründet und kümmert sich um die Erschließung und Beschilderung der Wander-, Rad- und Skaterwege, die Aufstellung von Hinweistafeln, den Veranstaltungskalender der Gemeinde, die Privatzimmervermietung sowie die allgemeine Tourismusinformation. Obmann (seit 2009) ist DI Ivan Krizmanich.

### Fußballverein „SC Kr. Minihof“
Der Verein wurde, als einer der ersten des Bezirks Oberpullendorf, im Jahr 1946 von Ludwig Karall gegründet, der auch der erste Vereinsobmann war. 1947 wurde das erste Heimspiel ausgetragen. 1970 wurde die aktuelle Spielstätte in Betrieb genommen und seitdem immer weiter ausgebaut. Im August 2018 wurde Norbert Darabos zum Obmann ernannt.

### Verschönerungsverein
Der Verein wurde im Jahr 1989 auf Initiative von Fritz Deutsch gegründet und widmet sich allgemein der Verschönerung und Pflege des Orts- und Landschaftsbildes. Im Konkreten kümmern sich die ehrenamtlichen Mitglieder um die Gestaltung von Blumenkästchen und Beeten an bzw. vor öffentlichen Gebäuden und Denkmälern sowie um das Anpflanzen von Bäumen und Sträuchern an öffentlichen Plätzen. Der Verein ist verantwortlich für die Verschönerung des Ortsbildes durch Sitzbänke, die Neupflasterung und Neugestaltung des Kirchenplatzes und die Errichtung des Kinderspielplatzes. Einmal im Jahr wird ein Wandertag organisiert. Auch die Renovierung von Kapellen und Denkmälern zählt zu den Aufgabengebieten des Verschönerungsvereins. Aufgrund der Teilnahme beim Landes-Blumenschmuck-Wettbewerbs wurde Kroatisch Minihof 2006 und 2010 als Dorf mit dem schönsten Dorfplatz erklärt. Derzeitiger Obmann ist Peter Buzanich.

### Tennisverein
Der Tennisverein UTC Kroatisch Minihof wurde 1979 gegründet; zwei Jahre später wurden die beiden Tennisplätze des Vereins errichtet. 1996 wurde das Klubhaus eröffnet. Jährlich im Mai wird ein „Tag der offenen Tür“ veranstaltet, ebenso ein Tenniscamp für Kinder und Jugendliche im Juli (inkl. Fest). Von Saisonbeginn bis Saisonende findet wöchentlich Training statt. Der Verein zählt 65 Mitglieder; aktueller Obmann ist Anton Buzanich.

### Gesangsverein
Der Verein wurde vom Schuldirektor und Kantor Karl Gollobich mit dem Ziel gegründet, kirchliche Feiern bzw. Gottesdienste zu verschönern. Zu Weihnachten des Jahres 1953 hatte der Chor seinen ersten Auftritt. Im Laufe der Zeit verlagerte sich die Tätigkeit des Vereines – zum Männergesangsverein gewandelt – auf den Einsatz bei Begräbnisfeiern. Der Verein hat 15 Mitglieder und wird seit 1976 von Mate Palatin geleitet.

### Kirchenchor
Der Kirchenchor wurde 1997 von Mag. Eduard Jahns mit demselben Ziel gegründet wie einst der Gesangsverein. 1998 sang der Chor während der Ostermesse zum ersten Mal. 2008 und 2010 widmete sich der Chor in Zusammenarbeit mit dem Tamburizzagruppe „Brezovci“ dem Projekt der Erarbeitung und Aufführung eines kirchlichen Oratoriums, welches auch auf CD erschienen ist.

### Tamburizzagruppe „Brezovci“
Die Tamburizzagruppe wurde 1996 auf Anregung des Jugendvereins „Junge Initiative Kroatisch Minihof“ gegründet, nachdem eine Interessens- bzw. Bedarfserhebung in Richtung Tamburizza-Unterricht in Kindergarten und Volksschule auf großes Echo der Kinder und ihrer Eltern gestoßen war. Ab dem Schuljahr 1996/97 leiteten Petra Buranich und Martin Kocsis den Unterricht (15 Kinder). Seit 1999 gab es eine Anfänger- und eine Fortgeschrittenen-Gruppe. Im Herbst 2000 übernahm Geza Völgyi den Unterricht der nunmehr 30 Kinder, welcher in drei Gruppen erfolgt. Die Tamburizzagruppe tritt bei zahlreichen Festen und Feiern auf, so etwa bei Kirtagen. Zusammen mit dem Kirchenchor wurde im Jahr 2008 eine Weihnachts-CD aufgenommen.

### Tamburizzagruppe „Lole“
Als Spin-off der Tamburizzagruppe „Brezovci“ 2007 von sechs jungen Männern gegründet, versteht sich das Ensemble als Tamburizza-Rock-Popband, die vorrangig kroatische Hits interpretiert. Durch zahlreiche Auftritte bei Veranstaltungen in und außerhalb von Kroatisch Minihof ist die Band rasch im ganzen Bundesland bekannt und beliebt geworden.

### Freiwillige Feuerwehr Kroatisch Minihof
Die Freiwillige Feuerwehr Kroatisch Minihof wurde im Jahr 1890 gegründet. Bis zum Jahr 1946 gab es lediglich eine von Pferden gezogene, mit Menschenkraft betriebene 4-Mann-Pumpe. 1946 wurde die erste Motorspritze angeschafft, die bis 1963 in Verwendung stand. Im Jahr 1950 kam das erste Feuerwehrfahrzeug, 1963 eine neue Motorspritze. 1980 wurde ein neues Feuerlöschfahrzeug angeschafft. Ein „Rüsthaus“ wurde 1954 errichtet, war aber von Beginn an zu klein. 1990 bis 1992 wurde ein neues geräumigeres Feuerwehrhaus gebaut. 1997 wurde eine neue Tragkraftspritze, 2009 ein neues Tanklöschfahrzeug angeschafft. Seit 1998 sind auch Frauen Mitglieder. Die Freiwillige Feuerwehr veranstaltet jährlich einen Heurigen, einen Ball, nimmt an der Fronleichnamsprozession teil und trägt zu Weihnachten das Friedenslicht von Bethlehem aus. Aktuell gibt es 38 Mitglieder; Kommandant (seit 2010) ist Thomas Buzanich.

## Land- und Forstwirtschaft

### Landwirtschaft
In Kroatisch Minihof werden 889,4 Hektar Fläche landwirtschaftlich genutzt. Prägend ist der Getreideanbau, allen voran Weizen und Gerste. Angebaut werden weiters Raps, Zuckerrüben, Sojabohnen, Sonnenblumen, Klee und Luzerne. Auch Obst wird angebaut. Der Ort zählt 18 landwirtschaftliche Betriebe, wovon 8 Vollerwerbsbetriebe und 10 Nebenerwerbsbetriebe sind. 4 Betriebe werden nach den Kriterien der biologischen Landwirtschaft geführt. Auch der einzige Weingarten wird biologisch geführt. Die Milchwirtschaft spielt keine Rolle mehr; 1998 wurde der letzte Betrieb mit Milchproduktion geschlossen. Die herkömmliche Stallhaltung ist nicht mehr anzutreffen. Seit dem Jahr 2006 werden in einem Bio-Betrieb Turopolje-Schweine gezüchtet, die allerdings nicht im Stall, sondern auf frei eingezäunten Feldern gehalten werden.

### Forstwirtschaft
Ca. 295 Hektar Fläche werden forstwirtschaftlich genutzt. Dabei handelt es sich sowohl um Eigenwald als auch um agrargemeinschaftlichen Wald der Bauern- und Söllner-Urbarialgemeinde. Jährlich werden an die 700 Tonnen Holz an die Fernwärme-Genossenschaft verkauft. Die Verpachtung der Jagdrechte dient zur Finanzierung des Ausbaus von Forst- und Güterwegen.

## Infrastruktur

### Bildung
- Zweisprachige Volksschule mit Nachmittags-Betreuung
- Zweisprachiger Kindergarten (1995 eröffnet, seit 2008 dreisprachig geführt)[32]
- Zweisprachige Bibliothek

### Gastronomie und Beherbergung
- Pension „Altes Zollhaus“ (Urlaub am Bauernhof)[33]

### Handel und Gewerbe
- ADEG Supermarkt Fam. Kalup (1932 eröffnet, seit 1992 moderner Supermarkt-Betrieb)[34]
- Fa. Electro Romwalter (Elektroinstallationen, Industrie-Installationen, Handel und Planung)[35]
- Fa. Lorenz Obradovits (Landproduktehandel)[36]
- Fa. Garten und Wohnen (2004 eröffnet)[37]
- Morc Motorbike (Händler für Ducati, Suzuki, Vespa und alle Motorrad-Marken, Kfz-Dienstleistungen, Motorroller und E-Bikes, Motorradbekleidung)[38]
- Zivilingenieur-Büro DI Ivan Krizmanich (seit 1993)[39]
- Bio Fernheizwerk (1997 eröffnet)[40]

## Söhne und Töchter sowie Persönlichkeiten mit Bezug zum Ort
- Adam Meskó (* um 1665; † 1734) ungarischer Jurist und Freiherr, Grundherr von Kroatisch Minihof zwischen 1710 und 1734.[41]
- Eva Maria Meskó (um 1690–1772), Tochter des ungarischen Freiherrn Adam Meskó, verehelichte Freifrau Vragović von Maruševec (um 1710), verehelichte Reichsgräfin Bartholotti von Partenfeld (1734), verehelichte Reichsgräfin von Herbeville (1746), verehelichte Reichsgräfin von Starhemberg (1765), Grundherrin von Kroatisch Minihof zwischen 1740 und 1768.[42]
- Norbert Darabos, Verteidigungsminister 2007–2013
- Herbert Czitober (1925–1990), Univ.-Doz. Prof. Dr., Mediziner, aufgewachsen in Kroatisch Minihof und Wien. Czitober forschte auf den Gebieten Knochen, Knochenmark und Blut, u. a. in den USA. 1972 wurde er Primar an der Wiener Poliklinik. Zu seinem Gedenken wird seit 1996 (alle zwei Jahre) der Dr. Herbert Czitober Forschungspreis zur Erforschung des Knochens und des Mineralstoffwechsels ausgeschrieben.[43]
- Rudolf Kuzmits (geb. 1952), Univ.-Doz. Prim. Dr., Facharzt für Innere Medizin, Autor zahlreicher Publikationen, 1989 Erteilung der venia docendi, seit 1990 ärztlicher Direktor des LKH Hollabrunn.[44]
- Simon Palatin (1788–1840), aus Kroatisch Minihof stammender Priester, kroatischer Autor und Übersetzer.[45]
- Demeter Lemperg (1898–1944), bekannter burgenland-kroatischer Lyriker der 1930er-Jahre, Autodidakt.[46]
- Andreas Kuzmich (1863–1940), in Minihof geboren, Lehrer und Kantor in Steinbrunn. 1910 Mitbegründer der burgenland-kroatischen Zeitung „Nase Novine“ und des Kroatischen Kulturvereins im Burgenland (HKD) im Jahr 1921. Mitbegründer der ÖVP im Jahr 1923. Herausgeber religiöser Literatur sowie Schulbücher.[44]
- Ivan Cukovic (1865–1944), geb. in Kroatisch Geresdorf, aufgewachsen in Minihof, Mönchspriester, Autor burgenland-kroatischer und ungarischer religiöser Literatur.[47]
- Johann Dobrovich (1882–1967), geb. in Wulkaprodersdorf, von 1905 bis 1933 Schuldirektor in Kroatisch Minihof. Schulbuchautor, Autor wissenschaftlicher Werke zur Geschichte der Burgenland-Kroaten, Autor religiöser Werke, 1. Präsident des Kroatischen Kulturvereins im Burgenland sowie der Katholischen Aktion Burgenland, begründete 1926 die örtliche Tradition des Theaterspielens.[48]
- János Krizmanich (1889–1944), ungarischer Turner